# تراث طبيعي

شعار منظمة الأمم المتحدة للتربية والعلم والثقافة

يعرف التراث الطبيعي في اتفاقية التراث العالمي بأنه المعالم الطبيعية، التشكلات الجيولوجيـة
والفيزوبوغرافية والمواقع الطبيعية. وهو التراث ذو القيمة العالمية البارزة والمدرج في قائمـة
اليونسكو للتراث العالمي. والاتفاقية تم اقرارها واعتمادها لحماية التـراث العـالمي الثقـافي
والطبيعي في الدورة السابعة عشرة للمؤتمر العام لليونسكو في عام 1972. وهدف الاتفاقيـة
حماية وحفظ ووقاية ونقل التراث الثقافي والطبيعي ذو القيمة العالمية البـارزة الـى الاجيـال
القادمة.
يمكن لصون التراث العالمي أن يساهم بشكل كبير في حماية البيئة، ثقافتها، وتنوعها الطبيعـي
والتفاعلات بين الناس والبيئة.
إن صون التراث العالمي يساعد في التصدي لبعض القضايا البيئية الرئيسية في يومنـا هـذا،
لاسيما العدد المتزايد من الأنواع النباتية والحيوانية المهددة والمنقرضة، وما ينجم عن ذلك من
تناقص التنوع البيئي، وبذات الاهمية. فإن عملية صون وحفظ التراث العالمي تتم الآن ضمن
السياق الدولي للتنمية المستدامة بيئي ًا، حيث يتوازن وضع المناطق المحميـة لمواقـع التـراث
العالمي مع حاجات المجتمع المحلية لاستخدام المصادر والبقاء الاقتصادي. وعلاوة على ذلك
فإن الاتفاقية تعترف بالتراث الثقافي والطبيعي والتفاعلات البارزة بينهما.
لهذه الأسباب توفر الاتفاقية فرص ًا فريدة أمام نهج علمي ازاء الصون البيئي الذي يشمل حماية
التنوع الكامل للقيم الطبيعية والثقافية للموقع.
إن 144 موقع ًا طبيعي ًا الواردة في قائمة التراث العالمي اعتبارا من عام 2001 تحمي الأنواع
النباتية والحيوانية، النظم البيئية، المواقع الجيولوجية، العمليات البيئية والبيولوجيـة والمـأوي
الطبيعية إضافة إلى انها مناطق جمال فريد وأهمية فنية وجمالية تشكل هذه المواقـع حـوالي
10% من الكرة الارضية (البر والبحر) التي تم حالي ًا الاهتمام بها وإداراتها كمناطق محمية.

## المحافظة على التنوع البيولوجي من خلال المحافظة على التراث العالمي
التنوع الحيوي أو التنوع البيولوجي: عبارة تستخدم للإشارة إلى التنوع فـي أشـكال الحيـاة
المختلفة ويشمل النباتات المختلفة والحيوانات والأحياء الدقيقة وصفاتهم الوراثية والنظم البيئية
التي تعيش فيها.
ان الحفاظ على التنوع الحيوي على الأرض مهمة كبيرة لأنه يشمل الحفاظ على كـل الحيـاة
على الأرض، وهذا يشمل حفظ البيئات المائية، البحرية والمعتدلة المناخ، والأحياء الدقيقة. إن المحافظة على التراث العالمي عنصر هام في الجهود العالمية الرامية إلى حفـظ التنـوع
الحيوي على الأرض وهو يعتمد بشكل كبير على العمل الدولي الجماعي.
لقد تم ادراج محمية اوكابي للحياة البرية في جمهورية الكونغو الديمقراطية في قائمة التـراث
العالمي لأنها تحتوي على واحد من أهم وأبرز المآوي الطبيعية فـي العـالم لحفـظ التنـوع
البيولوجي في موضعه الطبيعي، بما فيها التي تحتوي على الأنواع المهددة والمعرضة للخطر،
تحتوي المحمية على أنواع مهددة من الحيوانات الرئيسية (رتبـة مـن الثـدييات) والطيـور
وحوالي 5000 من حيوان الاوكابي من بين حيوانات الاوكابي التي تعيش في العـالم والتـي
يقدر عددها 30000 (الاوكابي حيوان من فصيلة الزرافة لكن غير طويل العنق).
كما يشكل صون النظام البيئي عنصر ًا هام ًا في صون التراث العالمي ومثال ذلك فـإن نظـام
محمية الحيد المرجاني في بيليز، التي ادرجت في قائمة التراث العالمي عـام 1996 تحمـي
نظام ًا طبيعي ًا هام ًا يتكون من جزر مرجانية بعيدة عن الشاطئ، جزر رملية، غابات منغروف
(شجر استوائي)، اهوار ساحلية، ومصبات انهار تمتد في مساحة تبلغ حوالي 93,400 هكتـار
كما ان مواقع تراث عالمية أخرى شاسعة تحمي النظم البيئية للغابات (مثل محميـة غابـات
سينهاراجا في سريلانكا) والأراضي الرطبة (مثل متنزه دونانا الوطني في إسبانيا).
إن فقدان التنوع الحيوي وخاصة النظم البيئية المهددة (مثل الجزر والأراضي الرطبة) امر لا
يمكن اعادته أو ارجاعه في العادة، لذلك هنالك سبب قوي للقلق ازاء التهديدات التـي تواجـه
التنوع الحيوي وللعمل فور ًا لتقليص هذه التهديدات وعلاوة على حماية الأنواع المهددة بشـكل
فردي فإن الامر الأكثر فعالية، بشكل عام يتمثل في ضمان حفظ طويل الأجل للـنظم البيئيـة،
مواطن النباتات والحيوانات الطبيعية والمناطق الطبيعة ككل.

## نشوء الأنواع وانقراضها
إن نشوء الأنواع عملية طبيعية ومستمرة، حيث تخلق أنواع جديدة من خلال التغييرات الجينية
مما يؤدي إلى تنوع حيوي متزايد، إن واحد ًا من أهداف صون التراث العالمي يتمثل في حماية
المواقع الطبيعية التي توفر سج ًلا لنشوء الأنواع.
إن التنوع الحيوي يضيع لأن انواعا معينة من النباتات والحيوانات الاقل تلاؤم ًا مع الظـروف
البيئية الجديدة (مثل التغير في سقوط المطر أو درجات الحرارة) أقـل نجاحـ ًا فـي التكـاثر
والبقاء. لذلك تصبح منقرضة، إلا أنه يعتقد في هذه الايام انقراض الأنواع اسرع بكثيـر مـن
ظهور أنواع جديدة، وهذا يمثل تغيير ًا عالمي ًا يتعذر اعادته أو ارجاعه. مثـال ذلـك (محميـة
الحيوانات في ماناس، الهند)، إن محمية الحيوانات في ماناس، الهند، التي تقـع علـى سـفوح الهملايا، حيث تفسح التلال المشجرة المجال أمـام الاراضـي العشـبية الطمييـة والغابـات
الاستوائية، موطن كثير من أنواع الحيوانات المهددة، لقد ادرجت محمية مانـاس فـي قائمـة
التراث العالمي في عام 1985. وفي قائمة التراث العالمي المهدد والمعرض للخطر في عـام
1992, وهي تضم اعدادا مهددة من النمور، الخنازير القزمة، الكركدن والفيل الهنديين.
إن واحد ًا من التهديدات الرئيسية لهذه الحيوانات يتمثل في صيدها.. ووف ًقا لآخر التقارير فـإن
اثنين وعشرين كركدنا قد قتلت مؤخر ًا ويتراوح عددها الكلي المتبقي الآن بين عشرة وخمسـة
عشر فقط.